# Liste der Monuments historiques in Martillac
Die Liste der Monuments historiques in Martillac führt die Monuments historiques in der französischen Gemeinde Martillac auf.

## Liste der Bauwerke
| Bezeichnung          | Beschreibung                  | Standort | Kennzeichnung | Schutzstatus | Datum | Bild           |
| -------------------- | ----------------------------- | -------- | ------------- | ------------ | ----- | -------------- |
| Schloss Rochemorin   | Erbaut im 15./16. Jahrhundert | (Lage)   | PA00083884    | Inscrit      | 1990  | weitere Bilder |
| Kirche Ste-Quitterie | Erbaut im 12. Jahrhundert     | (Lage)   | PA00083620    | Inscrit      | 1925  | weitere Bilder |